# Mackenzie Ziegler
Mackenzie „Kenzie“ Frances Ziegler (* 4. června 2004 Pittsburgh, Pensylvánie) je americká zpěvačka, modelka, tanečnice a herečka, která své pozornosti dosáhla ve velmi nízkém věku. Ve věku šesti let se objevila v Lifetime’s reality show Dance Moms z roku 2011, kde účinkovala až do roku 2016. V této reality show byla často ve stínu své sestry Maddie Ziegler. Byla nejmladší tanečnicí jejich skupiny a zaměřovala se na jazz dance a acro.
V roce 2016 se její matka rozhodla odejít z Dance moms a proto také odešly. Od roku 2014 Kenzie vydala songy jako například Girl party, I gotta dance atd. V roce 2015 si zahrála Lilly v Nicky, Ricky, Dicky a Dawn jako mladší sestru Eiffel (Maddie Ziegler) Také se velmi proslavila aplikací musical.ly. Nově účinkuje na youtube kanále Brat v pořadu Total Eclipse. V roce 2016 společně s Johnnym Orlandem vydali singl Day and Night, v roce 2017 song What if a také covery na I like me better a Closer. V Září 2018 vydala svojí vlastní kosmetiku Love, Kenzie. V roce 2018 vydala svůj single Wonderful, který pro ní napsala Sia.
Také účinkovala v taneční show Dancing with the Stars Junior v páru se Sagem Rosenem. Dne 20. listopadu 2018 vyšlo její druhé album Phases

## Dětství
Kenzie se narodila v Pittsburghu v Pensylvánii Melisse Ziegler-Gisoni a Kurtu Zieglerovi, který vlastní hypoteční společnost. Když se narodila, její původní jméno bylo Taylor Frances Ziegler ale dva dny poté bylo změněno na Mackenzie Frances Ziegler. Kenzie je polského, německého a italského původu. Její rodiče se rozvedli v roce 2011, s odvoláním na finanční a emocionální okolnosti, které tanec způsobil rodině. V té době byla malá a nesla to těžce. Její matka se v roce 2013 znovu vdala za Grega Gisoniho. Kenzie byla od věku dvou let aktivním členem Abby Lee Dance Company. Má tři sourozence: Maddie, Ryana a Tylera a dva nevlastní: Matthewa a Michelle. Do roku 2013 chodila do Sloan Elementary School, poté se začala učit doma. Se svou rodinou dlouho žila v Murrysville v Pensylvánii poblíž Pittsburghu a nyní žije v Los Angeles.